# استینا راتلین
استینا راتلین (انگلیسی: Stina Rautelin؛ زادهٔ ۲۵ اکتبر ۱۹۶۳) هنرپیشه اهل فنلاند است.
از فیلم‌های او می‌توان به بک – فریاد خاموش اشاره کرد.